# Ethylamin
Ethylamin hay ethanamin là một hợp chất hữu cơ thuộc chức amin có công thức phân tử là C2H7N. Công thức cấu tạo của ethylamin là CH3CH2NH2.

## Tính chất vật lý
Ethylamin là chất khí tan nhiều trong nước, có mùi khai giống amonia. Ethylamin là amin bậc nhất.
Ethylamin hoà tan được trong hầu hết các dung môi và được coi là một base yếu - tính chất điển hình của amin với  pKa[CH3CH2NH3]+ = 10.8 (pKa+pKb=14 ở đktc). Ethylamin được sử dụng rộng rãi trong công nghiệp hóa chất và tổng hợp hữu cơ.
Ethylamin, giống như một vài amin khác, có tính chất bất thường là hòa tan lithi kim loại để tạo ra ion [Li(amin)4]+ và electron solvat hóa. Làm bay hơi dung dịch này sẽ thu lại được lithi kim loại. Các dung dịch như thế được sử dụng trong khử các hợp chất hữu cơ chưa no, như naphtalen

## Tổng hợp
Ethylamin có thể được điều chế trong phòng thí nghiệm bằng phản ứng của ethylen với amonia với sự hiện diện của chất xúc tác là amide kim loại kiềm như natri amide.
H2C=CH2  +  NH3 →  CH3CH2NH2
Nó cũng có thể tổng hợp từ ethanal và amoni chloride.
2 CH3CHO  +  NH4Cl →  CH3CH2NH3Cl + CH3CO2H
CH3CH2NH3Cl  +  NaOH  →   CH3CH2NH2  +  NaCl  +  H2O
Ethylamin cũng có thể sản xuất trực tiếp từ ethanol và amonia với sự hiện diện của hydro, sử dụng các chất xúc tác hydro hóa, chẳng hạn như tỷ lệ 4:1 hỗn hợp nickel-đồng. Phản ứng này đòi hỏi nhiệt độ và/hoặc áp suất cao.
Các amin như ethylamin cũng có thể được tổng hợp bằng phản ứng khử các amit như acetamide, chẳng hạn như sử dụng lithi nhôm hydride  (LiAlH4 hay LAH), theo phản ứng sau:
2RCONR2 + LiAlH4 → 2RCH2NR2 + LiAlO2
Ethylamin cũng có thể điều chế thông qua phản ứng thế ái lực hạt nhân của haloethan (như chloroethan hay bromoethan) với amonia như là tác nhân, kết hợp với các base mạnh như kali hydroxide. Nó tạo thành cation ethylamoni. Một lượng đáng kể phụ phẩm cũng được tạo ra, bao gồm diethylamin và triethylamin cũng như cation tetraethyl amoni, mà từ đó ethylamin có thể được tách ra thông qua chưng cất đơn giản do tất cả các phụ phẩm còn lại đều có điểm sôi cao hơn đáng kể
C2H5Cl + NH3 → C2H8N+ + Cl-
C2H8N+ + Cl- + KOH → C2H7N + KCl + H2O
Thay vì thế, nếu halomethan được sử dụng trong phản ứng nói trên thì nó sẽ sinh ra methylamin mặc dù các phụ phẩm khác dimethylamin, trimethylamin và tetramethyl amoni là khó tách hơn nhiều do chúng có điểm sôi rất gần nhau.

## Phản ứng
Phản ứng của ethylamin với sulfuryl chloride tiếp theo sau bởi oxy hóa sulfonamide tạo ra diethyl diazen, EtN=NEt.
Ethylamin cũng có thể bị oxy hóa bằng các chất oxy hóa mạnh như kali permanganat để tạo ra nitroethan.